# Jan Schurer
Jan Hendrik Schurer (Sneek, 10 oktober 1931 – Wolvega, 5 juni 1989) was een Nederlands politicus van de PvdA.
Na de ambachtsschool en het vervullen van zijn dienstplicht ging hij in 1954 werken bij Philips in Drachten. Daarnaast volgde hij avondstudies en was hij vanaf 1962 lid van de gemeenteraad van Smallingerland. In 1970 werd hij daar fractievoorzitter en later is hij in die gemeente ook wethouder geweest. Begin 1978 werd Schurer de burgemeester van Utingeradeel als opvolger van Jacobus Anker die tot dan de laatste partijloze burgemeester van Friesland was. In juni 1982 volgde zijn benoeming tot burgemeester van Weststellingwerf.
Vanaf eind 1987 was Schurer zo ziek dat hij de gemeenteraad niet meer zou voorzitten. Midden 1989 overleed hij op 57-jarige leeftijd.